# Spanning tree protocol
Het Spanning tree protocol (STP - IEEE 802.1D) wordt gebruikt om redundantie van paden in een LAN netwerktopologie te beheersen.
Om netwerken sneller en robuuster te maken worden verbindingen vaak redundant uitgevoerd. Omdat dit kan leiden tot dubbele pakketten wordt STP gebruikt. STP is geïmplementeerd in veel netwerkapparatuur, met name switches. Deze switches communiceren met elkaar via speciale datapakketten (bridge protocol data units (BPDUs)), en ze bepalen onderling de courante topologie van het netwerk op het datalink niveau (OSI laag 2). Wanneer het protocol vaststelt dat pakketten meerdere keren naar eenzelfde ethernet segment worden gestuurd, wordt een van de paden naar dat segment afgesloten door de desbetreffende switchpoort uit te schakelen.
Tijdelijke problemen in het netwerk kunnen verholpen worden door netwerkkabels te herconnecteren of om te wisselen naar een andere poort, wat een spanning tree rebuild triggert.
Het spanning tree protocol werd uitgevonden door Radia Perlman (Digital Equipment Corporation, 1984).